# المستديرة (الرقة)
المستديرة قرية سورية تتبع ناحية مركز تل أبيض في منطقة تل أبيض في محافظة الرقة. بلغ عدد سكانها 673 نسمة في عام 2004 حسب إحصاء المكتب المركزي للإحصاء.